# Coupe d'Algérie de basket-ball 1991-1992
Navigation
Coupe d'Algérie 1990-1991 Coupe d'Algérie 1992-1993
La Coupe d'Algérie 1991-1992 est la 23e édition de la Coupe d'Algérie de basket-ball, compétition à élimination directe mettant aux prises des clubs de basket-ball amateurs et professionnels affiliés à la fédération algérienne de basket-ball.

## Trente-deuxièmes de finale
| #  | Date | Club 1                 | Résultat | Club 2       | Lieu |
| -- | ---- | ---------------------- | -------- | ------------ | ---- |
| 1  | 1992 | WA Boufarik (B)        | -        | IRB Hadjout  | à    |
| 2  | 1992 | AS Tizi-Ouzou          | -        | MS Cherchell | à    |
| 3  | 1992 | MB Saida               | -        | ...          |      |
| 4  | 1992 | MC Alger               | -        | ...          |      |
| 5  | 1992 | RAM Alger              | -        | ...          |      |
| 6  | 1992 | DB Staoueli            | -        | ...          |      |
| 7  | 1992 | MC El Eulma            | -        | ...          |      |
| 8  | 1992 | MB Batna               | -        | ...          |      |
| 9  | 1992 | WA Boufarik            | -        | ...          |      |
| 10 | 1992 | IRB El Harrach         | -        | ...          |      |
| 11 | 1992 | IRB/ECTA Alger         | -        | ...          |      |
| 12 | 1992 | SR Annaba              | -        | ...          |      |
| 13 | 1992 | USM Blida              | -        | ...          |      |
| 14 | 1992 | IRM Bel-Abbès          | -        | ...          |      |
| 15 | 1992 | ASPTT Oran             | -        | ...          |      |
| 16 | 1992 | MB Constantine         | -        | ...          |      |
| 17 | 1992 | IRB El-Malah           | -        | ...          |      |
| 18 | 1992 | IR Birmandrais         | -        | ...          |      |
| 19 | 1992 | USM Alger              | -        | ...          |      |
| 20 | 1992 | HAMRA Annaba           | -        | ...          |      |
| 21 | 1992 | CR Beni Saf            | -        | ...          |      |
| 22 | 1992 | CRE Constantine        | -        | ...          |      |
| 23 | 1992 | SC Miliana             | -        | ...          |      |
| 24 | 1992 | CRB Seraidi            | -        | ...          |      |
| 25 | 1992 | ASC Bordj Bou Arréridj | -        | ...          |      |
| 26 | 1992 | CR Témouchent          | -        | ...          |      |
| 27 | 1992 | CRB Dar Beida          | -        | ...          |      |
| 28 | 1992 | IR Hussein Dey         | -        |              |      |
| 29 | 1992 | CRM BirKhadem          | -        | ...          |      |
| 30 | 1992 | MC Oran                | -        | ...          |      |

## Seizièmes de finale
| #  | Date                             | Club 1         | Résultat                                   | Club 2                                     | Lieu                                       |
| -- | -------------------------------- | -------------- | ------------------------------------------ | ------------------------------------------ | ------------------------------------------ |
| 1  | jeudi 12 mars 1992 a 15h 00      | MB Saida       | 58-63                                      | WA Boufarik (B)                            | OPOW Sidi Bel-Abbès                        |
| 2  | jeudi 12 mars 1992 a 16 h 00     | MC Alger       | 96-62                                      | IR Birmandrais                             | Blida                                      |
| 3  | jeudi 12 mars 1992 a 16h 00      | RAM Alger      | non joué                                   | USM Alger                                  | Salle Harcha                               |
| 4  | jeudi 12 mars 1992 a 16h 00.     | DB Staoueli    | 70-60                                      | MS Cherchell                               | Boufarik                                   |
| 5  | jeudi 12 mars 1992 a 14h 00.     | MC El Eulma    | 61-80                                      | HAMRA Annaba                               | ITS Constantine                            |
| 6  | vendredi 13 mars 1992 a 11h 30 . | MB Batna       | 57- 55                                     | CR Beni Saf                                | Boufarik                                   |
| 7  | jeudi 12 mars 1992 a 00h 00.     | WA Boufarik    | 114- 65                                    | CRE Constantine                            | OPOW Sétif                                 |
| 8  | vendredi 13 mars 1992 a 16h 00.  | IRB El Harrach | 71-57                                      | SC Miliana                                 | Blida                                      |
| 9  | jeudi 12 mars 1992 a 15h 30 .    | IRB/ECTA Alger | 87-22                                      | CRB Seraidi                                | ITS Constantine                            |
| 10 | jeudi 12 mars 1992 a 22h 00.     | SR Annaba      | 98- 60                                     | ASC Bordj Bou Arréridj                     | OPOW Jijel                                 |
| 11 | jeudi 12 mars 1992 a 23h 00.     | USM Blida      | 103-86                                     | CR Témouchent                              | Tissemsilt                                 |
| 12 | jeudi 12 mars 1992 a 21h 30 ;    | IRM Bel-Abbès  | 84-53                                      | CRB Dar Beida                              | Tissemsilt                                 |
| 13 | jeudi 12 mars 1992 a 16h 30.     | ASPTT Oran     | 59-47                                      | IR Hussein Dey                             | OPOW Sidi Bel-Abbès                        |
| 14 | jeudi 12 mars 1992 a 14h 30      | MB Constantine | 55-90                                      | CRM BirKhadem                              | OPOW Jijel                                 |
| 15 | jeudi 12 mars 1992 a 15h 00      | IRB El-Malah   | 54-96                                      | MC Oran                                    | OMS Aïn Témouchent                         |
| 16 | fevrier 1992                     | NA Hussein Dey | Exempté (détenteur du trophée 1990-1991) . | Exempté (détenteur du trophée 1990-1991) . | Exempté (détenteur du trophée 1990-1991) . |

## Huitièmes de finale
| # | Date | Club 1         | Résultat | Club 2 | Lieu |
| - | ---- | -------------- | -------- | ------ | ---- |
| 1 | 1992 | WA Boufarik    | -        | n.c    | à    |
| 2 | 1992 | IRB/ECTA Alger | -        | n.c    | à    |
| 3 | 1992 | MC Alger       | -        | n.c    | à    |
| 4 | 1992 | HAMRA Annaba   | -        | n.c    | à    |
| 5 | 1992 | USM Blida      | -        | n.c    | à    |
| 6 | 1992 | NA Hussein Dey | -        | n.c    | à    |
| 7 | 1992 | MC Oran        | -        | n.c    | à    |
| 8 | 1992 | IRM Bel-Abbès  | -        | n.c    | à    |

## Quarts de finale
- source ; journal sportif quotidien; algerie sport numero 210 du dimanche 26 avril 1992 .

| # | Date                           | Club 1         | Résultat                  | Club 2         | Lieu                                    |
| - | ------------------------------ | -------------- | ------------------------- | -------------- | --------------------------------------- |
| 1 | mercredi 22 avril 1992 a 17h00 | WA Boufarik    | forfait de USMB (20 - 00) | USM Blida      | Salle Harcha Hassan                     |
| 2 | mercredi 22 avril 1992 a 18h30 | IRB/ECTA Alger | 87-72                     | NA Hussein Dey | Salle Harcha Hassan                     |
| 3 | jeudi 23 avril 1992 a 16h00    | MC Alger       | forfait du MCO (20 - 00)  | MC Oran        | Salle adda boudjellal de Sidi Bel-Abbès |
| 4 | vendredi 24 avril 1992 a 10h30 | HAMRA Annaba   | 77-74                     | IRM Bel-Abbès  | Stade drareni (ptt) Alger (plein air)   |

## Demi-finales
| # | Date                      | Club 1         | Résultat | Club 2       | Lieu               |
| - | ------------------------- | -------------- | -------- | ------------ | ------------------ |
| 1 | jeudi 28 mai 1992 a 15h00 | IRB/ECTA Alger | 109-67   | HAMRA Annaba | salle de boumerdes |
| 2 | jeudi 28 mai 1992 a 16h30 | WA Boufarik    | 99-83    | MC Alger     | salle de boumerdes |

## finale
| Date                             | Vainqueur   | Finaliste        | Score       | Lieu                |
| -------------------------------- | ----------- | ---------------- | ----------- | ------------------- |
| mardi 21 juillet 1992 a 17 h 00. | WA Boufarik | IRB / ECTA Alger | 79 - 75 a.p | Salle Harcha Hassan |